# One Call (песня)
«One Call» — песня американского рэпера Gunna, выпущенная 1 февраля 2019 в качестве ведущего сингла из его дебютного студийного альбома Drip or Drown 2.

## История
Gunna анонсировал сингл 28 января 2019, а через четыре дня он был выпущен в качестве ведущего сингла из альбома Drip or Drown 2, который является сиквелом к его мини-альбому Drip or Drown, выпущенному в ноябре 2017 года.

## Видеоклип
Релиз видеоклипа на трек состоялся 1 февраля 2019 на официальном YouTube-канале Gunna, в день выхода сингла.
Режиссёром видео стал Спайк Джордан. Он ранее работал с Meek Mill, Фьючером, Juice WRLD и Roddy Ricch.

## Чарты
| Чарт                                  | Высшая позиция |
| ------------------------------------- | -------------- |
| США (Billboard Hot 100)               | 56             |
| США (Billboard Hot R&B/Hip-Hop Songs) | 23             |
| Канада (Billboard Canadian Hot 100)   | 78             |
| Новая Зеландия (Recorded Music NZ)    | 18             |

## Сертификации
| Регион | Сертификация | Продажи |
| --- | ------------ | ------- |
| США (RIAA) | Золотой      | 500 000 |
| * Данные о продажах приведены только на основе сертификации. · ^ Данные о тиражах приведены только на основе сертификации. · Данные о продажах + прослушиваниях приведены только на основе сертификации. |              |         |